# جاني بيك خان شاملو
جاني بك خان شاملو (الفارسية: جانی بیگ خان شاملو) كان عشق أقاصي باشي (سيد الحفل) وقورجي باشي (قائد الحرس الملكي) في عهد الشاهين الصفويين في إيران، صفي (حكم 1629–1642 م) وعباس الثاني (حكم 1642–1666 م).
كان جاني بيك عضوًا في قبيلة شاملو، إن خلفية جاني بيك غامضة؛ حيث أشار إليه الباحث الألماني آدم أوليريوس باسم "ابن الفلاح"، وأضاف أيضًا أن جاني بيك كان "خادمًا متواضعًا" في عهد عباس الأول (حكم. 1588–1629 م).
في 15 تشرين الأول 1645 م، قُتل جاني بيك، إلى جانب العديد من رفاقه وأفراد عشيرته، بتحريض من والدة عباس الثاني. لم يكن لسقوطه أي تأثير سلبي على مسيرة ابنه أبو القاسم بيك شاملو، الذي أصبح فيما بعد مدير توزيع المياه، ثم ديوان بيك، ثم رئيس بلدية قزوين، وأخيرًا خان همدان.